# Eduard Fuchs (Politiker)

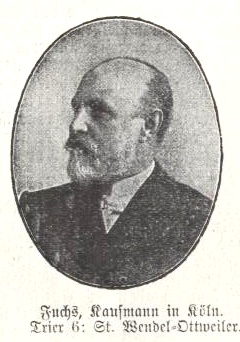
Eduard Fuchs

Eduard Fuchs (* 27. September 1844 in Quadrath; † 27. Januar 1923 in Köln) war ein deutscher Kaufmann, Politiker und Mitglied des Deutschen Reichstags.

## Leben
Fuchs besuchte die Gymnasien in Marzellen von 1855 bis 1858 und Aposteln von 1859 bis 1861 bis zur Unterprima. Ab 1865 war er als Kaufmann in Köln etabliert. Er nahm an den Kriegen von 1866 und 1870/1871 teil und war Leutnant der Reserve. Ab 1876 war er Mitglied des Preußischen Hauses der Abgeordneten, von 1876 bis 1882 für Bernkastel-Wittlich und von 1882 bis 1908 für den Stadtkreis Köln.
Von 1893 bis 1898 war er Mitglied des Deutschen Reichstags für den Wahlkreis Regierungsbezirk Arnsberg 5 (Bochum, Gelsenkirchen, Hattingen, Herne) und die Deutsche Zentrumspartei. Zwischen 1903 und 1907 vertrat er den Wahlkreis Ottweiler-St.Wendel.
Er war Mitglied des Provinzialausschusses der rheinischen Zentrumspartei.